# Rauschpfeife (registro d'organo)
Il rauschpfeife, detto anche rauschflöte, è un particolare registro dell'organo.

## Struttura
Tipico della tradizione organaria tedesca, il rauschpfeife è un registro di mutazione composta costituito da due file di canne aperte in metallo, intonate 2' e 1' 1/3. A volte è aggiunta anche una terza fila, da 2' 2/3. Alcune fonti identificano il rauschpfeife con il rauschquinte, ma molte altre lo distinguono.
Il musicologo Peter Williams sostiene che questo registro sia apparso intorno alla fine del XVI secolo come mistura di flauti, a imitazione del suono dell'omonimo strumento musicale.